# Mobridge
Mobridge város az Amerikai Egyesült Államok Dél-Dakota államában, Walworth megyében. Lakosainak száma 3261 fő (2020. április 1.).

## Népesség
A település népességének változása:

| 2010 | 3 465 |
| 2020 | 3 261 |